# Saussay-la-Campagne
Saussay-la-Campagne är en kommun i departementet Eure i regionen Normandie i norra Frankrike. Kommunen ligger i kantonen Étrépagny som tillhör arrondissementet Les Andelys. År 2022 hade Saussay-la-Campagne 532 invånare.

## Befolkningsutveckling
Antalet invånare i kommunen Saussay-la-Campagne
Referens:INSEE